# ヘクサメロン (ピアノ曲)
『ヘクサメロン』（Hexaméron, Morceau de concert） S.392は、フランツ・リストの呼びかけによって6人の作曲家が合作したピアノ曲。曲はヴィンチェンツォ・ベッリーニのオペラ「清教徒」中の『清教徒の行進曲』から採られた主題と6つの変奏、及び序奏、間奏部、フィナーレより成る。変奏曲の体裁を取るため、ヘクサメロン変奏曲などと呼称される場合もある。

## 概要
この曲はクリスティナ・トリヴルツィオ・ベルジョイオーソ侯爵夫人の発案によって生まれることになった。1837年、夫人はリストに対して、5人の友人のピアニストらと共同でこの行進曲による変奏作品をまとめないかと持ちかけた。5人のピアニストとは当時高い人気を誇っていたフレデリック・ショパン、カール・チェルニー、アンリ・エルツ、ヨハン・ペーター・ピクシス、ジギスモント・タールベルクである。彼らがそれぞれ変奏曲を持ち寄る傍ら、リストは序奏、第2変奏、間奏部、そしてフィナーレを作曲して全体をひとつの作品としてまとめ上げた。また、リストはチェルニーとショパンの作曲した部分に対して、それぞれ全体の繋がりがよくなるよう若干の修正を加えている。
曲は1837年3月31日にパリのベルジョイオーソ夫人のサロンにおいて行われた、イタリア難民の福祉演奏会のための委嘱作品だった。期日までに曲は完成しなかったが演奏会は開催され、そこに登場したタールベルクとリストが「世界一のピアニスト」というタイトルの下で有名な『ピアノ対決』を行うことになる。ここでベルジョイオーソ夫人が下した評定も有名である。それは「タールベルクは世界で一番のピアニスト、リストは世界で唯一のピアニスト」というものであった。
この曲の各部分には管弦楽の響きを意識した書法が見られる。しかしながら、リストが編曲したピアノと管弦楽版（S.365b; 1837年-1839年）ではその多くの部分が削除され、曲は半分程度の規模にまで縮められている。他にも2台のピアノのための編曲が2種類存在し（S.654/1; 1840年、S.654/2; 1870年）、うち1曲では最後の部分が完全に書き直されている。
「ヘクサメロン」とは、旧約聖書「創世記」の創世の6日間を表す単語である。

## 楽曲構成
曲は9つのパートに分けることができる。
序奏 エクストレメメント・レント （リスト）
開始から重々しく主題の付点のリズムを予言する音型を繰り返す。一度音量を落とすとトレモロを多用した箇所に入り、次第に速度と音量を上げて主題に入る。
主題 アレグロ・マルツィアーレ 変イ長調 4/4拍子 （リスト編）
フォルテッシモで堂々と主題が奏でられる。伴奏音型は大部分がオクターブでのアルペジオとなっている。途中、リストの作品らしい細かい音符による走句も見られる。
第1変奏 ベン・マルカート 変イ長調 4/4拍子 （タールベルク）
奇想的な様々なパッセージを用いて主題を装飾する。途中、中音域に主題を配して高音域と低音域で伴奏を奏でるタールベルクの得意とした書法が見られる。
第2変奏 モデラート ヘ短調 4/4拍子 （リスト）
編者であるリストの編曲は技巧的な扱いを控え、短調での緩徐変奏となっている。
第3変奏 ディ・ブラヴーラ 変イ長調 4/4拍子 （ピクシス） - リトルネロ （リスト）
タールベルクの担当部と同様に3つの声部を用いて書かれている部分が多く、華やかな響きをもたらしている。その後、序奏と同様の音型に基づく11小節のリストによるリトルネロが入る。
第4変奏 レガート・エ・グラツィオーソ 変イ長調 12/8拍子 （エルツ）
ほぼ全体にわたって右手が16分音符による自由な音型を弱音で奏でる中、左手が伴奏と主題を同時に演奏する。
第5変奏 ヴィーヴォ・エ・ブリランテ 変イ長調 4/4拍子 （チェルニー） - フォコーソ・モルト・エネルジーコ - レント・クアジ・レチタティーヴォ （リスト）
同音連打が特徴的な活発な変奏。途中に比較的長い経過句を有しており、変奏自体は完結しないままリストによる接続部分に移る。リストの部分はチェルニーからの流れを受けて、トレモロや音域の広いアルペジオを駆使して大きな演奏効果をもたらすが、その後レチタティーヴォとなって曲調的、調性的にショパンの変奏への接続を図っている。
第6変奏 ラルゴ ホ長調 4/4拍子 （ショパン） - コーダ （リスト）
穏やかな分散和音に乗って主題が優雅に奏でられる夜想曲風の変奏。主題に対して対旋律をあてることで趣を出している。結尾にリストによるコーダが加えられており、ピアニッシッシッシモ（pppp）で静まって終わる。
フィナーレ モルト・ヴィヴァーチェ・クアジ・プレスティッシモ 変イ長調 6/8拍子（リスト）
簡潔な序奏の後にカプリチオ風の展開が行われる。管弦楽を想定した指示が見られる中で勢いを増していき、タールベルク、ピクシス、エルツの変奏を回想しつつ盛り上がる。主題提示部と同じ伴奏音型や序奏部のリズム音型が再現し、そのまま勢いを保って全曲の幕を閉じる。